# East St. Louis Toodle-Oo
East St. Louis Toodle-Oo ist eine Jazz-Komposition von Duke Ellington und Bubber Miley
aus dem Jahr 1927.

## Der „Jungle Style“
Der Titel gehörte zum klassischen Repertoire des Duke Ellington Orchesters, war die erste Erkennungsmelodie der Band und die erste Schallplatte in deren Liste der Billboard-Top-30-Schellackplatten. Er gehört mit dem gleichzeitig entstandenen Titel Black and Tan Fantasy zu den bekanntesten Beispielen des damaligen „Jungle Style“, der sich gegen Ende der 1920er Jahre durchsetzen konnte. Nach dem Urteil von Hans Ruland waren dafür weniger musikalische als gesellschaftliche Gründe maßgeblich: „Afrikanismus und Negritüde waren bei der damaligen Intelligenz in. Der Wunsch, der erotischen Faszination der schwarzen Welt im weißen Gewand bei einem Glas Champagner im Club zu begegnen, sollte damals die Lust auf ein frivoles, prickelndes, freilich ungefährliches Abenteuer befriedigen. Bubber Mileys Growl-Effekte trafen da voll den Zeitgeschmack“.
East St. Louis Toodle-Oo wurde der erste Chart-Erfolg des Ellington-Orchesters; er erreichte im Juli 1927 Position 10 der Billboard Top 30 und blieb vier Wochen in der Hitparade.

## Die Komposition
Nach Einschätzung von Ellingtons Biographen J. L. Collier war der Titel Ellingtons erste bedeutende Komposition. Sie wurde am 18. Dezember 1927 zum ersten Mal von Duke Ellingtons Orchester eingespielt und danach noch unzählige Male in den nächsten 50 Jahren seiner Karriere gespielt und auf Platte veröffentlicht.
Das erste Thema, eine sogenannte „Sägezahn-Melodie“ wird allgemein Bubber Miley zugeschrieben. Bubber hatte die Angewohnheit, die Worte von Werbeschildern zu singen, die ihm Musik suggerierten. Collier gibt in seiner Ellington-Biographie die Geschichte wieder, es sei die Werbung einer Reinigungsfirma namens Lewando, die Miley immer wieder vom Zugfenster aus auf dem Weg von New York nach Boston gesehen hatte. Bubber fing dann an zu singen: „O, lee-wan-doo, o, lee-wan-do“, und so wurde das Thema von East St. Louis Toodle-Oo geboren. „Die Nummer beginnt mit einer achttaktigen Einführung des leewando-Themas, gefolgt nach Bubber ‚Geschrei‘ und Growl, so wild und so dicht, wie er nur konnte. Tricky Sam Nanton bläst das Solo über das zweite Thema, dann spielt die Klarinette sechzehn Takte über das moll-Thema; nun kommt ein Blech-Trio, gefolgt von einem Duett von Klarinette und Sopransaxophon und einem halben Chorus der ganzen Band. Am Schluss spielt Bubber Miley eine achttaktige Coda über das Moll-Thema“, so J.L. Collier in seiner Analyse des Titels. Nach seiner Einschätzung zeigt dieses Stück schon sehr früh ein Kompositionsprinzip, das für Ellington seine ganze Karriere hindurch grundlegend gewesen ist: „Kontrast. In seinem Werk ist überall Vielfalt, Wechsel, Bewegung. Nichts ist statisch, bei jedem Schritt auf dem Weg erscheint etwas Neues. Mit „East St. Louis Toodle-Oo“ hörte Ellington auf, lediglich ein sogenannter „Songwriter“ zu sein, er kämpfte darum, ein Komponist zu werden.“
Die Melodielinie des ersten Themas ist so einfach, dass sie – sieht man vom gestopften Blech und den Growl-Effekten ab – aus einem Volkslied stammen könnte. Die über weite Strecken parallel geführte Weise, in der die Melodie begleitet wird, gilt hingegen als beachtenswert und kann nach Gunther Schuller als „Ellington-Effekt“ bezeichnet werden, der von den Musikern des Orchesters kollektiv geschaffen wurde.
Bemerkenswerterweise hatte das Stück keine vollständig festgelegte Struktur: Die Komposition besteht aus zwei Teilen, die – wie die frühen Aufnahmen der Ellington-Band zeigen – in unterschiedlicher Art aneinandergefügt werden können: ABA′B′B″A oder aber ABAB′A′B″A, wobei das letzte A nur eine achttaktige Reprise des 32-taktigen A-Teils ist.